# Ordine reale di Kalakaua
L'ordine reale di Kalākaua I è stato un ordine cavalleresco hawaiano.

## Storia
L'ordine è stato fondato il 28 settembre 1875 dal re Kalākaua I per commemorare la sua ascesa al trono del Regno delle Hawaii avvenuta il 12 febbraio 1874. Questo ordine venne garantito sia agli hawaiani che agli stranieri per grandi servizi nei confronti del monarca e del regno delle Hawaii. L'ultimo conferimento di quest'ordine fu da parte della regina Liliʻuokalani il 1º agosto 1892 in quanto nel 1893 l'ordine divenne obsoleto con la caduta della monarchia.

## Classi
L'ordine veniva concesso in quattro classi ordinarie più una straordinaria come segue:
- Cavaliere di gran croce con collare[2]
- Cavaliere di gran croce (12 membri)
- Grand'ufficiale (20 membri)
- Commendatore (50 membri)
- Compagno (60 membri)

| Nastri   |              |                 |                         |                                     |
| Compagno | Commendatore | Grand'ufficiale | Cavaliere di gran croce | Cavaliere di gran croce con collare |

L'ordine, è stato concesso 239 volte dal re Kalākaua, e 15 volte dalla sorella Liliʻuokalani.
In tutto ci sono stati 38 cavalieri di gran croce, 49 grand'ufficiali, 95 commendatori e 73 compagni.

## Insegne

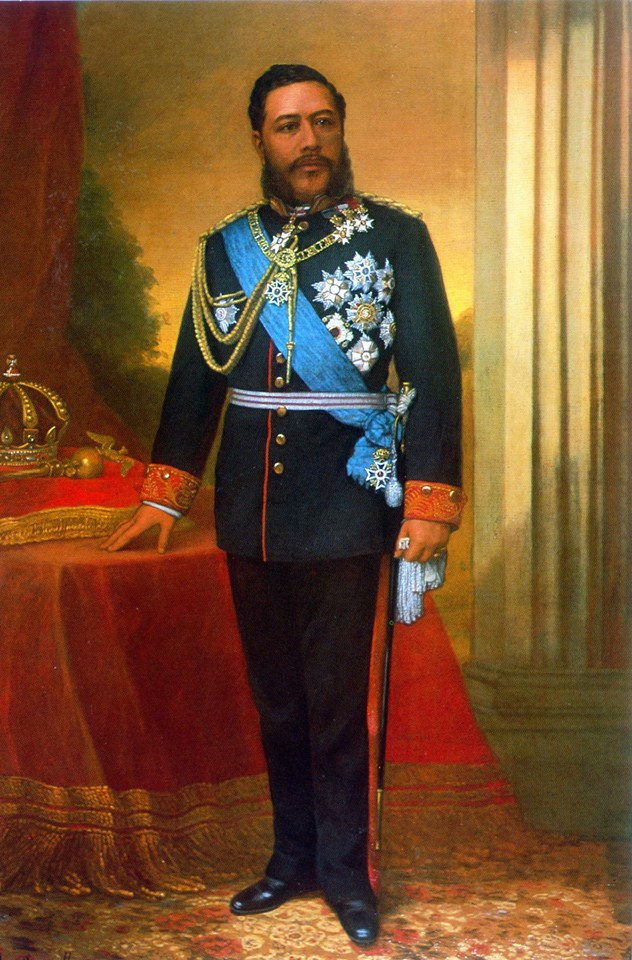
Kalakua I delle Hawaii,Cavaliere di Gran Croce

- Kalakua I delle Hawaii,Cavaliere di Gran CroceIl collare era composto da una catena con alternato il monogramma "K.I.K." per "Kalakaua I King" a tondi rossi e gialli riportanti il kahili (scettro reale). Al centro si trova un medaglione col monogramma "K.I.K." circondato da una corona d'alloro in oro.
- La medaglia era costituita da una croce maltese in oro o argento smaltata di blu di Prussia e bordata di bianco. Le braccia della croce sono uniti da una corona d'alloro e da quattro scettri a pomo in oro o argento. Al centro della croce si trova un tondo smaltato di blu di prussia con uno scettro d'oro avente attorno un anello smaltato di bianco con l'iscrizione "KALAKAUA FEBRUARY 12TH 1874". Il retro riporta nel tondo l'iscrizione "KEOLA" ("vita eterna") e la data "1874".
- La placca riprendeva le decorazioni della medaglia.
- Il nastro era completamente blu di Prussia per le classi di Cavaliere di Gran Croce e Cavaliere di Gran Croce con Collare e bianco con quattro strisce blu per le altre tre classi.

## Stipendio
I riceventi dell'ordine che erano residenti nelle Hawaii ricevevano sino alla loro morte un salario corrispondente al loro grado: 150$ per cavaliere di gran croce, 125$ per grand'ufficiale, 100$ per commendatore e 50$ per compagno.

## Gran consiglio
Il gran consiglio dell'ordine radunava tutti gli insigniti residenti sulle isole Hawaii e si teneva ogni anno il 12 febbraio. I membri assenti al meeting annuale e senza debita giustificazione dovevano pagare una somma di 20$ come penalità.

## Insigniti notabili
- Francesco Giuseppe I d'Austria, imperatore dell'Impero austro-ungarico (1878)
- Milan Obrenović IV di Serbia, re di Serbia (1882)
- Alberto Edoardo di Sassonia-Coburgo-Gotha, principe del Galles poi re del Regno Unito (1881)
- Marie François Sadi Carnot, presidente della Repubblica Francese (1889)
- Antonio Guzmán Blanco, presidente del Venezuela (1878)
- Manuel del Refugio González Flores e José de la Cruz Porfirio Díaz Mori, presidenti del Messico (entrambi nel 1884)
- Muhammad III al-Sadiq, bey di Tunisia (1881)[3]
- Tawfīq Pascià, chedivè d'Egitto e di Sudan (1881)[3]
- Ludovico Jacobini, segretario di stato di Sua Santità il Sommo Pontefice (1881)[3]
- Damiano de Veuster, santo (15/09/1881)

Gli unici insigniti del titolo di cavaliere di gran croce con collare sono stati il principe del Galles Alberto Edoardo di Sassonia-Coburgo-Gotha (nel 1881) e il re Kalākaua delle Hawaii (nel 1881).

## Galleria d'immagini

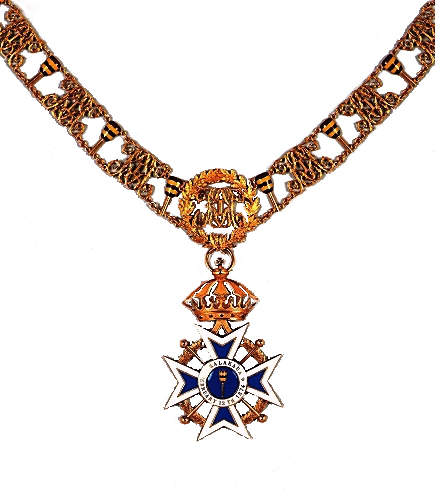
Cavaliere di gran croce con collare
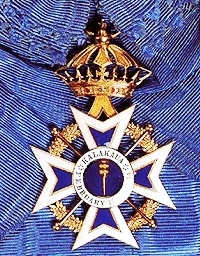
Cavaliere di gran croce (fascia)
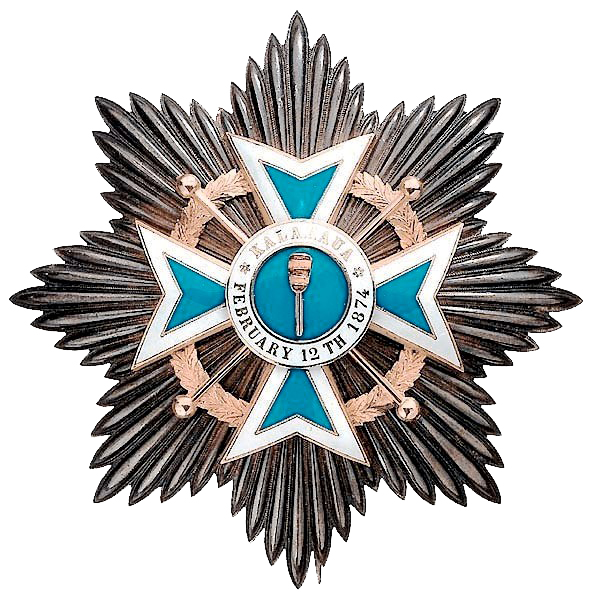
Cavaliere di gran croce (placca)
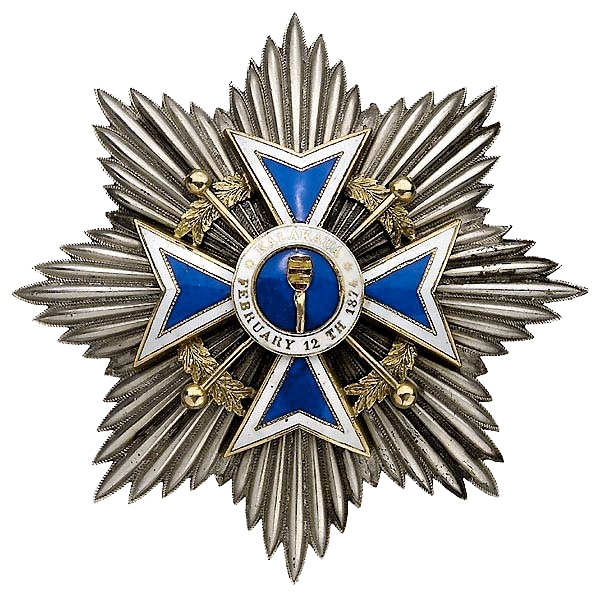
Grand'ufficiale
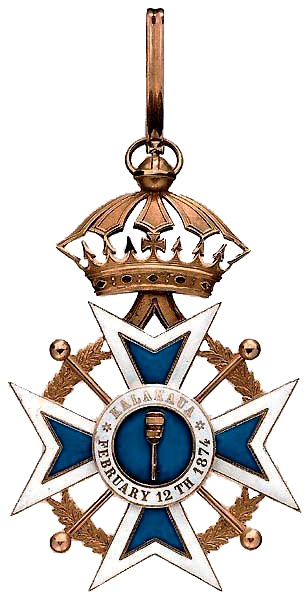
Commendatore
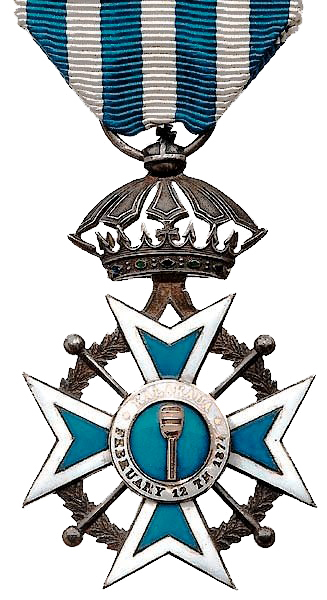
Compagno